# Manoir d'Ango
Le manoir d'Ango est une demeure Renaissance, édifié par Jean Ango, qui se dresse sur le territoire de la commune française de Varengeville-sur-Mer, dans le département de la Seine-Maritime, en région Normandie. L'édifice est classé au titre des monuments historiques.

## Localisation
L'entrée principale du manoir est route de la Cayenne, sur la commune de Varengeville-sur-Mer, à sept kilomètres à l'ouest de Dieppe, dans le département français de la Seine-Maritime.

## Historique

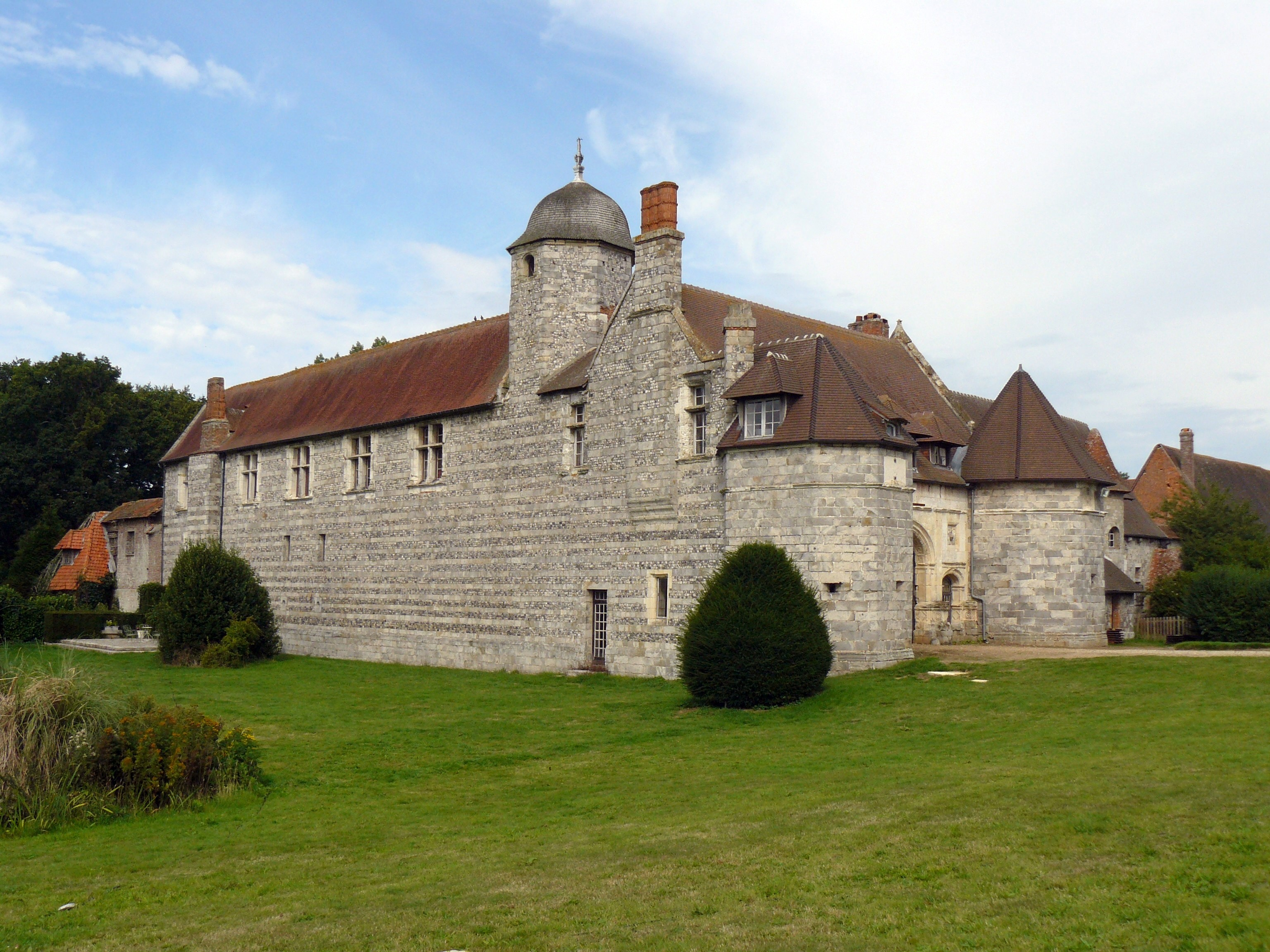
Vue d'ensemble de l'extérieur.

Jean Ango, armateur, vicomte et gouverneur de Dieppe, conseiller maritime de François Ier, fait reconstruire le manoir entre 1530 et 1545 par des artistes italiens. Il l'habite comme résidence d'été jusqu'à sa mort en 1551. De la partie Est, il peut voir entrer et sortir ses bateaux du port de Dieppe, ce qui n'est plus possible à cause des nombreuses hêtraies. Lors de la venue à Dieppe, en 1534, du roi François Ier, il l’accueillera à Varengeville, ainsi que dans son hôtel dieppois,. À la mort d'Ango, le manoir passe à son filleul Jacques de Banquemare, et au XVIIe siècle à Pierre de Guillebert.
Le manoir converti en ferme sera à demi ruiné par un incendie à la Révolution.
Honoré de Balzac le mentionne dans son roman Sur Catherine de Médicis comme « le splendide manoir d'Ango ». Des écrivains comme Louis Aragon ou André Breton y séjournent. André Breton y rédige notamment le récit Nadja durant le mois d'août 1927.
De 1924 à 1976, le manoir est la propriété de M. et Mme Hugot-Gratry qui contribuent activement à la restauration du monument. Repris par la famille en 2008, il connait d’importants travaux de rénovation et est rouvert au public.

## Description

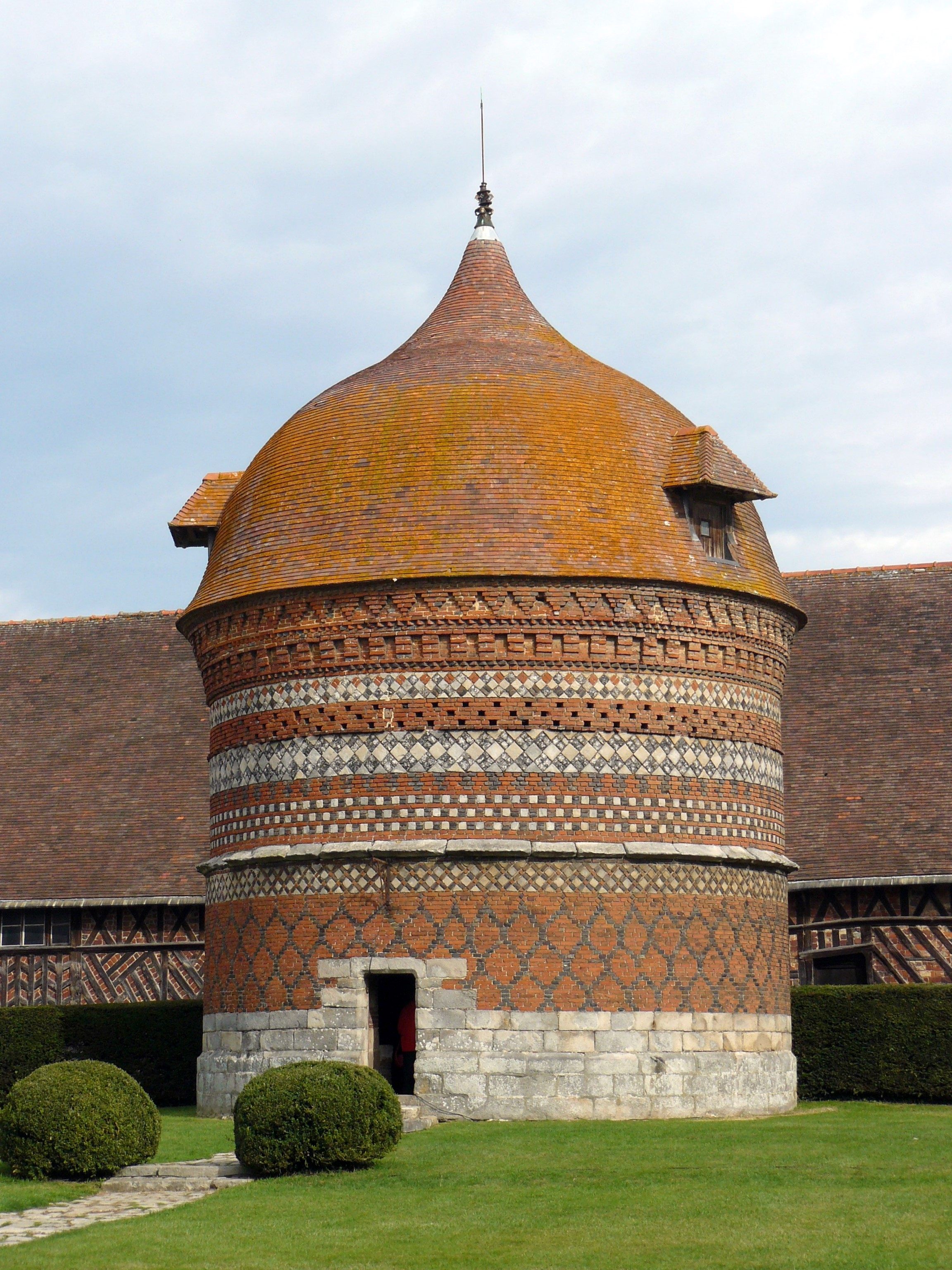
Le colombier.

Le manoir d’Ango est un des rares exemples d’architecture Renaissance italienne en pays normand. Il est bâti avec des matériaux locaux : silex tirés des falaises, briques fabriquées à partir d'argile à silex, grès extrait d'une carrière creusée dans le cap d'Ailly.
Le célèbre colombier, de tradition cauchoise, haut de onze mètres, est circulaire avec des décors géométriques polychromes, formés de bandes alternées de briques, silex, grès et calcaires. Il est couvert d'un toit à l'impériale, d'influence byzantine. Il contient 1 600 boulins, pouvant abriter jusqu'à 3 200 pigeons. Le droit de colombier étant un privilège de la noblesse, accordé à titre exceptionnel au puissant armateur Jean Ango.
Un portail encadré de deux tourelles armées de quelques meurtrières commandent l'entrée du manoir à quatre bâtiments qui entourent la cour d'honneur en forme de rectangle. L'aile sud, abrite la partie noble avec sa loggia Renaissance aux arcades décorées de médaillons qui représentent François Ier, Ango, et leurs épouses. L'emblème de François Ier, la Salamandre, est sculptée dans les murs de l’aile Ouest.

## Protection
Le manoir d'Ango est classé au titre des monuments historiques par liste de 1862.

## Visite
Le manoir est ouvert aux visites d'avril à septembre.

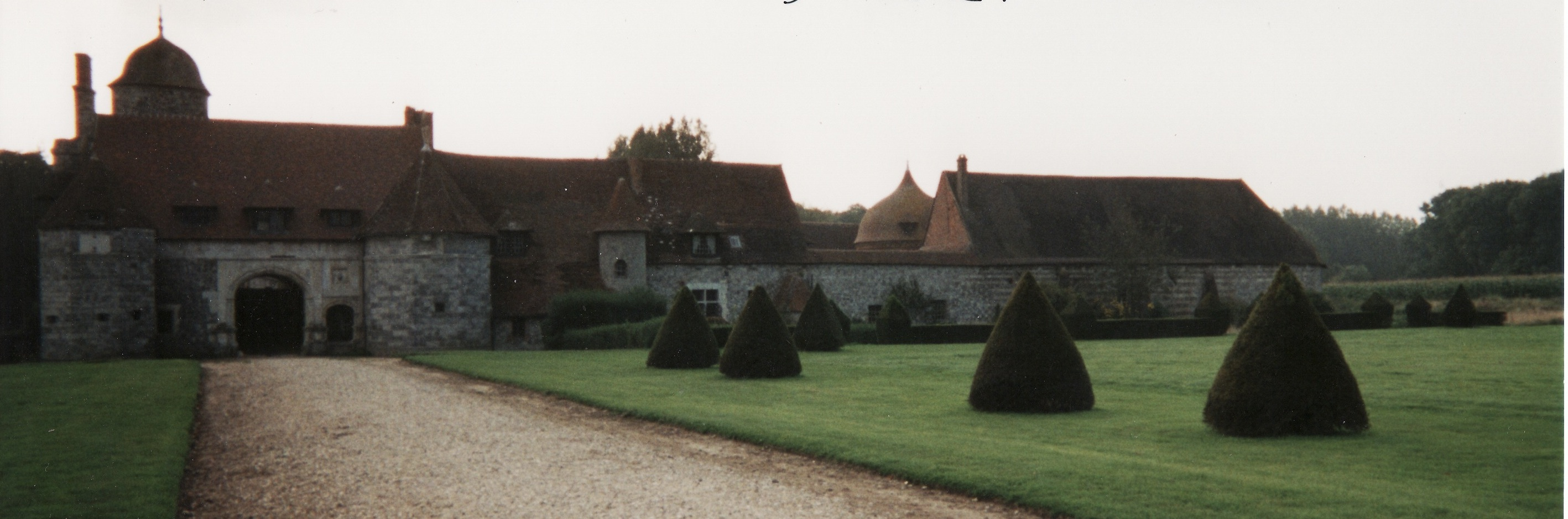
Vue générale de l'entrée du manoir.